# 松平頼聰
- 松平 頼聰
- 松平 頼聡

松平 頼聰（まつだいら よりとし、天保5年8月4日（1834年9月6日） - 明治36年（1903年）10月17日）は、江戸時代後期の大名、華族。讃岐高松藩第11代（最後の）藩主。官位は従四位下・侍従、宮内大輔、左近衛権少将、讃岐守。

## 生涯
天保5年（1834年）8月4日、第9代藩主・松平頼恕の四男として誕生した。幼名は万之助。頼恕の跡は養子の頼胤が継いだが、その嫡子となった兄・頼煕が弘化3年（1846年）に早世したため、嘉永6年（1853年）に頼聰が新たに嫡子となり、第13代将軍・徳川家定に拝謁。従四位下・侍従、宮内大輔に叙任。安政4年（1857年）に左近衛権少将、讃岐守。頼胤が文久元年（1861年）7月8日に隠居した後、7月9日に家督を継いだ。幕末期の動乱の中では親藩であり、徳川慶喜とも縁戚関係にあったため（血縁上は従兄弟）、佐幕派として京都・摂津方面の警備を務めた。元治元年（1864年）の禁門の変では御所の警護を務めた。
慶応4年（1868年）1月3日の鳥羽・伏見の戦いでは旧幕府軍に与して薩摩藩・長州藩の軍勢と戦ったため、戦後に新政府から朝敵とされて頼聰は官位を剥奪された。このため、頼聰は一門の松平頼該（頼胤の庶兄）らを中心に藩のとるべき道を討議させ、官軍を迎え討つという藩論をおさえ、官軍恭順にまとめた。そして1月18日に責任者として執政の小河又右衛門久成（おごう またうえもん ひさしげ）と伏見役の総督であった小夫兵庫正容（おぶ ひょうご まさしず）の2人を切腹させて首を差し出し、自らは城下の浄願寺に入って謹慎した。高松城は無血開城されて、一時土佐藩によって占領されたものの、同年4月15日になって罪を許され、22日に官位が復されている。
以後は藩政から遠ざかり、松崎渋右衛門が執政となった。明治2年（1869年）の版籍奉還で高松藩知事に任じられるが、9月に高松城内で松崎が暗殺され、明治3年（1870年）1月には阿野郡北部で役人の不正による百姓一揆が起こった。明治4年（1871年）7月の廃藩置県で知藩事職を免官されたが、この直前の同月5日には先の松崎暗殺事件が藩内保守派によるものである事実を隠蔽して、新政府に対して虚偽の報告をしたとして閉門40日の処分を受けている。頼聰が9月に東京市に移ろうとした際には、これに反対する坂出・宇足津などで百姓一揆が起こるなど、高松は混乱続きであった（東讃蓑傘騒動）。
明治17年（1884年）の華族令で伯爵となる。明治36年（1903年）10月17日に死去した。享年70。墓所は谷中霊園であったが、2015年に高松松平家代々の菩提寺である法然寺に移築された。

## 栄典
- 1873年（明治6年）12月8日 - 銀盃一組[2]
- 1884年（明治17年）
  - 7月7日 - 伯爵[3]
  - 11月19日 - 木杯一組[4]
- 1887年（明治20年）12月26日 - 正四位[5]
- 1890年（明治23年）
  - 2月19日 - 木杯一個[6]
  - 2月21日 - 木杯一組[7]
  - 3月14日 - 木杯一個[8]
- 1891年（明治24年）
  - 3月20日 - 木杯一個[9]
  - 3月26日 - 木杯一個[10]
  - 12月14日 - 木杯一組[11]
- 1892年（明治25年）
  - 1月16日 - 銀杯一組[12]・木杯一組[13]
  - 7月5日 - 従三位[14]
- 1893年（明治26年）
  - 6月15日 - 銀杯一組[15]
  - 10月18日 - 木杯一個[16]
- 1894年（明治27年）2月2日 - 木杯一組[17]
- 1895年（明治28年）8月5日 - 金杯一個[18]
- 1896年（明治29年）10月22日 - 銀杯一個[19]
- 1897年（明治30年）9月29日 - 金杯一個[20]
- 1898年（明治31年）
  - 6月20日 - 正三位[21]
  - 11月10日 - 銀杯一組[22]
- 1899年（明治32年）1月21日 - 木杯一組[23]
- 1903年（明治36年）
  - 1月27日 - 御紋付御杯[24]
  - 10月18日 - 従二位[25]

## 系譜
- 父：松平頼恕（1798 - 1842）
- 母：八重 - 浅田氏
- 養父：松平頼胤（1811 - 1877）
- 正室：於千代（1846 - 1927） - 弥千代、井伊直弼の次女
  - 八男：松平頼寿（1874 - 1944）
  - 十男：松平胖（1879 - 1945）
  - 男子：永井直翠（1881 - 1958）
  - 四女：岳子（たかこ、1882 - 1947） - 松平親信夫人
- 生母不明の子女
  - 次男：徳川義礼（1863 - 1908） - 徳川慶勝の養子
  - 長女：聰子（1870 - 1934） - 徳川篤敬夫人
  - 六男：松平頼親（1872 - 1909）
- 養子
  - 男子：松平頼温（1862 - 1921） - 松平頼胤の六男
  - 女子：久子（1852 - ?） - 坊城俊章室、松平頼覚の七女

## 亀阜小学校
高松市立亀阜小学校は、明治5年（1872年）4月1日、頼聰の別館「亀阜荘」に県学亀阜学校として設置されたのが始まりである。